# Майдан (Ровненский район)
Майдан (укр. Майдан) — село в Костопольской городской общине Ровненского района Ровненской области Украины.
До 2020 года входило в Костопольский район.
Население по переписи 2001 года составляло 232 человека. Почтовый индекс — 35014. Телефонный код — 8-03657. Код КОАТУУ — 5623484603.